# Јелена Пузић
Јелена Пузић (Чачак, 3. децембар 1988) српска је глумица. Позната је по улогама Интензивни ударац у главу, Поред мене и Психо сеанса.

## Лични живот
Рођена је у Чачку. Као малу, мама ју је често водила у позориште више пута недељно, дању позориште Пуж, увече Атеље 212. У основној школи тренирала је плес. У гимназији почела је да се бави глумом. Дипломирала је 2014. године на Академији уметности, у класи Мирјане Карановић, представом Драге тате и Филозофском факултету, на катедри за историју уметности. Певачко-глумачке способности показала је у представи Брод плови за Београд, звезде Атељеа певају. Глумила је у спотовима Рибље чорбе и Марчела
Домаћој публици се представила својим ауторским пројектом Пу спас за све нас, о Дијани Будисављевић, причи заснованој на њеним ратним дневницима. Текст за монодраму писала је Нина Џувер, а Јелена Пузић је режисер и глуми Дијану. Са овом представом гостовала је у Београду, Крагујевцу, Обреновцу, Инзбруку, примила је позив и из Аустралије.
Добитница је награде Љуба Мољац, 2019. године, за најбољег младог глумца, на Фестивалу монодраме и пантомиме у Земуну, представом Пу спас за све нас. Исте године, додељена јој је и Специјална награда жирија за исту монодраму, на 17. Међународном позоришном фестивалу Златни витез у Москви.
Удала се 28. августа 2022. за глумца Ивана Заблаћанског.

## Филмографија
| Год.    | Назив                      | Улога                     |
| ------- | -------------------------- | ------------------------- |
| 2010-те |                            |                           |
| 2011.   |                            |                           |
| 2012.   | Интензивни ударац у главу  | девојка                   |
| 2015.   | Поред мене                 | Софија                    |
| 2015.   | Психо сеанса               |                           |
| 2016.   | Влажност                   |                           |
| 2016.   | Отворена                   | Алиса                     |
| 2016.   | Добра жена                 |                           |
| 2017.   | Врати се Зоне              |                           |
| 2018.   | Ургентни центар            | Саша                      |
| 2019.   | Црвени месец               | Христина                  |
| 2019.   | Дневник Диане Будисављевић | Јелка                     |
| 2019.   | Врата до врата             | Неда                      |
| 2020-те |                            |                           |
| 2020.   | Дара из Јасеновца          | Жена којој узимају сина 4 |
| 2021.   | Коло среће                 | Нађа                      |
| 2021.   | Време зла                  | млада партизанка          |
| 2021.   | Динаи                      | Тамара                    |
| 2022.   | Радио Милева               | Вишња                     |

## Представе
| Представа                                   | Улога          |
| ------------------------------------------- | -------------- |
| Београдска трилогија                        | Мара           |
| Или имаш наде, или наде немаш               |                |
| Брод плови за Београд, звезде Атељеа певају |                |
| Брачна игра                                 |                |
| Ћелава певачица                             | госпођа Мартин |
| Пу спас за све нас                          | Дијана         |
| Драги тата                                  |                |
| Велика драма                                |                |
| Одлазни терминал                            |                |